# クリミナルタイプ
クリミナルタイプ(Criminal Type)とはアメリカ合衆国生産、フランスおよびアメリカ調教の競走馬、種牡馬。主な勝ち鞍に1990年のホイットニーハンデキャップ、ハリウッドゴールドカップハンデキャップ、メトロポリタンハンデキャップ、ピムリコスペシャルハンデキャップなど。1990年のエクリプス賞年度代表馬、最優秀古牡馬に選出された。

## 戦績
- 特記事項なき場合、本節の出典はEQIBASE[1]、Daily Racing Form[4]、France Galop[5]

1987年8月3日、クレフォンテーヌ競馬場でのメイドン競走でドミニク・ブフ騎乗によりデビューし、2着。2戦目で勝ち上がり、続くG3競走シェーヌ賞は6着。1年の休養を挟んでリステッド競走に2戦使われるも勝ち星がなく、1989年からはアメリカに戻ってウェイン・ルーカス厩舎に移る。
アメリカに移籍後は1年近くアローワンス競走にのみ使われ、9戦して3勝、2着2回3着3回の成績を残す。1989年12月17日と1990年1月12日のアローワンス競走を連勝ののち、シェーヌ賞以来の重賞競走出走となったG2競走サンパスカルハンデキャップで重賞初制覇。続くG2競走サンアントニオハンデキャップも勝って重賞競走を連勝し、サンタアニタハンデキャップとサンバーナーディーノハンデキャップでも2戦連続で2着を確保。東部に転戦してG1競走オークローンハンデキャップは4着に終わったが、ピムリコスペシャルハンデキャップを勝ってG1競走初制覇。続くメトロポリタンハンデキャップではハウスバスターを2着、イージーゴアを3着にそれぞれ下して優勝し、G1競走を連勝。西海岸に戻って6月24日のハリウッドゴールドカップハンデキャップでは、サンデーサイレンスを2着に退けてG1競走3連勝を達成し、再び東部に向かって8月のホイットニーハンデキャップを制しG1競走4勝目を挙げた。9月のウッドワードハンデキャップは6着に終わり、これが最後の競馬となった。

## 引退後
引退後はカルメットファームで種牡馬入りし、カルメットファームが倒産ののち1993年に日本へと輸入され、大塚牧場で繋養されていた。日本では2004年シーズンまでの供用とそれまでに輸入された産駒を合わせて血統登録頭数362頭、出走頭数はそのうちの317頭を記録した。2004年秋にサンシャインフォーエヴァー、クリエイターとともに功労馬繋養施設のオールドフレンズへ引き取られアメリカへ戻る予定だったが、2005年3月9日に胃破裂のため大塚牧場で死亡した。
直仔からはG2・G3クラスの重賞優勝馬を、ブルードメアサイアーとしてはトラヴァーズステークス優勝のテンモストウォンテッドなどをそれぞれ送り出した。

### 主な産駒
- Hoolie（ドワイヤーステークス）[10]
- Madame Adolphe（ネクストムーヴハンデキャップ）[11]
- オンワードメテオ（東京ハイジャンプ、新潟ジャンプステークス）[12]
- サキノテンリュウ（王冠賞）[13]
- エーブブレーン（新潟記念、新潟グランプリ）[14]

### ブルードメアサイアーとしての主な産駒
- Ten Most Wanted（トラヴァーズステークス）[15]
- Moriarty（キングストンタウンクラシック）[16]
- ブラックムーン（2004年産。東京2歳優駿牝馬）[17]
- サンデーカロ（北海優駿）[18]

## 血統表
| クリミナルタイプの血統 | クリミナルタイプの血統         | クリミナルタイプの血統         | （血統表の出典）               | （血統表の出典） |
| 父系                   | レイズアネイティヴ系           | レイズアネイティヴ系           | レイズアネイティヴ系           | [ § 2 ]          |
| 父 Alydar 1975 栗毛    | 父の父Raise a Native 1961 栗毛 | Native Dancer                  | Polynesian                     | Polynesian       |
| 父 Alydar 1975 栗毛    | 父の父Raise a Native 1961 栗毛 | Native Dancer                  | Geisha                         |                  |
| 父 Alydar 1975 栗毛    | 父の父Raise a Native 1961 栗毛 | Raise You                      | Case Ace                       | Case Ace         |
| 父 Alydar 1975 栗毛    | 父の父Raise a Native 1961 栗毛 | Raise You                      | Lady Glory                     |                  |
| 父 Alydar 1975 栗毛    | 父の母Sweet Tooth 1965 鹿毛    | On-and-On                      | Nasrullah                      | Nasrullah        |
| 父 Alydar 1975 栗毛    | 父の母Sweet Tooth 1965 鹿毛    | On-and-On                      | Two Lea                        |                  |
| 父 Alydar 1975 栗毛    | 父の母Sweet Tooth 1965 鹿毛    | Plum Cake                      | Ponder                         | Ponder           |
| 父 Alydar 1975 栗毛    | 父の母Sweet Tooth 1965 鹿毛    | Plum Cake                      | Real Delight                   |                  |
| 母 Klepto 1970 栗毛    | 母の父No Robbery 1960 鹿毛     | Swaps                          | Khaled                         | Khaled           |
| 母 Klepto 1970 栗毛    | 母の父No Robbery 1960 鹿毛     | Swaps                          | Iron Reward                    |                  |
| 母 Klepto 1970 栗毛    | 母の父No Robbery 1960 鹿毛     | Bimlette                       | Bimelech                       | Bimelech         |
| 母 Klepto 1970 栗毛    | 母の父No Robbery 1960 鹿毛     | Bimlette                       | Bloodroot                      |                  |
| 母 Klepto 1970 栗毛    | 母の母Blue Blur 1960 鹿毛      | Beau Gar                       | Count Fleet                    | Count Fleet      |
| 母 Klepto 1970 栗毛    | 母の母Blue Blur 1960 鹿毛      | Beau Gar                       | Bellesoeur                     |                  |
| 母 Klepto 1970 栗毛    | 母の母Blue Blur 1960 鹿毛      | Blue Grouse                    | Vezzano                        | Vezzano          |
| 母 Klepto 1970 栗毛    | 母の母Blue Blur 1960 鹿毛      | Blue Grouse                    | L'Oiseau Bleu                  |                  |
| 母系(F-No.)            | (FN:23-b)                      | (FN:23-b)                      | (FN:23-b)                      | [ § 3 ]          |
| 5代内の近親交配        | Bull Lea 5 × 5 = 6.25%（父内） | Bull Lea 5 × 5 = 6.25%（父内） | Bull Lea 5 × 5 = 6.25%（父内） | [ § 4 ]          |
| 出典                   | 1. 2. 3. 4.                    | 1. 2. 3. 4.                    | 1. 2. 3. 4.                    | 1. 2. 3. 4.      |

- 半姉にG1競走6勝のエストラペイド、エミリオトゥラティ賞（イタリアG1）勝ちのアイソパッチ[20]